# Mistrovství světa v judu 1985 – muži – těžká váha (+95kg)
Zápasy v judu na XIII. mistrovství světa v kategorii těžkých vah mužů proběhly v Soulu, 26. září 1985.

## Finále
| Finále        |               |
| ------------- | ------------- |
| Hitoši Saito  | Čo Jong-čchol |
| Čo Jong-čchol | Čo Jong-čchol |

## Opravy / O bronz
Do oprav se dostali judisté, kteří během turnaje prohráli svůj zápas s jedním ze dvou finalistů.
| opravy             | opravy             | o bronz             |                   |
| ------------------ | ------------------ | ------------------- | ----------------- |
| Steve Cohen        | Mohamed Alí Rašwan | Mohamed Alí Rašwan  | Grigorij Veričev  |
| Mohamed Alí Rašwan | Mohamed Alí Rašwan | Mohamed Alí Rašwan  | Grigorij Veričev  |
|                    | Henry Stöhr        | Mohamed Alí Rašwan  | Grigorij Veričev  |
|                    |                    | Grigorij Veričev    | Grigorij Veričev  |
| volný los          | Elvis Gordon       | Dimitar Zaprjanov   | Dimitar Zaprjanov |
| volný los          | Elvis Gordon       | Dimitar Zaprjanov   | Dimitar Zaprjanov |
|                    | Dimitar Zaprjanov  | Dimitar Zaprjanov   | Dimitar Zaprjanov |
|                    |                    | Laurent Del Colombo | Dimitar Zaprjanov |

## Pavouk
|   | 1/32              | 1/16                      | čtvrtfinále               | semifinále          | finále        |
| - | ----------------- | ------------------------- | ------------------------- | ------------------- | ------------- |
| A | Steve Cohen       | Hitoši Saito              | Hitoši Saito              | Hitoši Saito        | Hitoši Saito  |
| A | Hitoši Saito      | Hitoši Saito              | Hitoši Saito              | Hitoši Saito        | Hitoši Saito  |
| A | volný los         | Mohamed Alí Rašwan        | Hitoši Saito              | Hitoši Saito        | Hitoši Saito  |
| A | volný los         | Mohamed Alí Rašwan        | Hitoši Saito              | Hitoši Saito        | Hitoši Saito  |
| A | Mario Daminelli   | Henry Stöhr               | Henry Stöhr               | Hitoši Saito        | Hitoši Saito  |
| A | Henry Stöhr       | Henry Stöhr               | Henry Stöhr               | Hitoši Saito        | Hitoši Saito  |
| A | volný los         | Vladimír Kocman           | Henry Stöhr               | Hitoši Saito        | Hitoši Saito  |
| A | volný los         | Vladimír Kocman           | Henry Stöhr               | Hitoši Saito        | Hitoši Saito  |
| B | Mark Berger       | Grigorij Veričev          | Grigorij Veričev          | Grigorij Veričev    | Hitoši Saito  |
| B | Grigorij Veričev  | Grigorij Veričev          | Grigorij Veričev          | Grigorij Veričev    | Hitoši Saito  |
| B | volný los         | Willy Wilhelm             | Grigorij Veričev          | Grigorij Veričev    | Hitoši Saito  |
| B | volný los         | Willy Wilhelm             | Grigorij Veričev          | Grigorij Veričev    | Hitoši Saito  |
| B | volný los         | Alexander von der Groeben | Alexander von der Groeben | Grigorij Veričev    | Hitoši Saito  |
| B | volný los         | Alexander von der Groeben | Alexander von der Groeben | Grigorij Veričev    | Hitoši Saito  |
| B | volný los         | Andrzej Basik             | Alexander von der Groeben | Grigorij Veričev    | Hitoši Saito  |
| B | volný los         | Andrzej Basik             | Alexander von der Groeben | Grigorij Veričev    | Hitoši Saito  |
| C | Elvis Gordon      | Elvis Gordon              | Čo Jong-čchol             | Čo Jong-čchol       | Čo Jong-čchol |
| C | Dragomir Kusmuk   | Elvis Gordon              | Čo Jong-čchol             | Čo Jong-čchol       | Čo Jong-čchol |
| C | volný los         | Čo Jong-čchol             | Čo Jong-čchol             | Čo Jong-čchol       | Čo Jong-čchol |
| C | volný los         | Čo Jong-čchol             | Čo Jong-čchol             | Čo Jong-čchol       | Čo Jong-čchol |
| C | Dimitar Zaprjanov | Dimitar Zaprjanov         | Dimitar Zaprjanov         | Čo Jong-čchol       | Čo Jong-čchol |
| C | Clemens Jehle     | Dimitar Zaprjanov         | Dimitar Zaprjanov         | Čo Jong-čchol       | Čo Jong-čchol |
| C | volný los         | Juha Salonen              | Dimitar Zaprjanov         | Čo Jong-čchol       | Čo Jong-čchol |
| C | volný los         | Juha Salonen              | Dimitar Zaprjanov         | Čo Jong-čchol       | Čo Jong-čchol |
| D | Dave Browne       | Frederico Flexa           | Laurent Del Colombo       | Laurent Del Colombo | Čo Jong-čchol |
| D | Frederico Flexa   | Frederico Flexa           | Laurent Del Colombo       | Laurent Del Colombo | Čo Jong-čchol |
| D | volný los         | Laurent Del Colombo       | Laurent Del Colombo       | Laurent Del Colombo | Čo Jong-čchol |
| D | volný los         | Laurent Del Colombo       | Laurent Del Colombo       | Laurent Del Colombo | Čo Jong-čchol |
| D | volný los         | László Tolnai             | László Tolnai             | Laurent Del Colombo | Čo Jong-čchol |
| D | volný los         | László Tolnai             | László Tolnai             | Laurent Del Colombo | Čo Jong-čchol |
| D | volný los         | Moayed Ibrahim            | László Tolnai             | Laurent Del Colombo | Čo Jong-čchol |
| D | volný los         | Moayed Ibrahim            | László Tolnai             | Laurent Del Colombo | Čo Jong-čchol |